# Wyścigowe Mistrzostwa Węgier 1998
1998 – sezon wyścigowych mistrzostw Węgier.